# Барон де Лонгёй
Барон де Лонгёй — единственный в настоящее время французский колониальный титул, признанный королём Канады Карлом III. Был пожалован французским королём Людовиком XIV военному офицеру из Нормандии Шарлю Ле Мойну, и продолжил своё существование после присоединения Новой Франции к Великобритании по итогам франко-индейской войны.
Титул передаётся потомкам предыдущих обладателей, в настоящее время бароном является Майкл Грант.

## История
Сеньория Лонгёй была передана в 1657 году Шарлю Ле Мойну, сиру де Лонгёй, и стала баронством в 1700 году согласно воле Людовика XIV в знак признания его заслуг. К 1710 году в баронство вошли земли между реками Святого Лаврентия и Ришельё
Первый барон Шарль Ле Мойн-младший был убит в схватке у Саратоги в 1729 году, и титул перешёл к его сыну Шарлю (1687—1755), погибшему в ходе Семилетней войны. Его вдова Мария-Анна-Катерина Флери Десшембо вышла замуж за сеньора Уильяма Гранта в 1770 году. Баронство унаследовала их дочь Мария-Шарль Ле Мойн, её супругом стал племянник её отца Дэвид Александр Грант. Свадьба состоялась в 1781 году, их старший сын Чарльз Уильям Грант в 1841 году наследовал титул.
В одно время баронство включало в себя территорию размером 150 квадратных километров, его население начало активно расти после введения фригольда. Несмотря на то, что в 1854 году сеньориальная система была отменена, баронство продолжало давать сеньориальные доходы до 1969 года.
После завоевания Канады британцами, потомки Ле Мойна настаивали на признании статуса баронства, но сделано это было только в 1880 году королевой Викторией.
10 мая 2004 года в городе Лонгёй в провинции Квебек получил герб от Канадского геральдического общества, основанный на гербе пожалованном Шарлю Ле Мойну французским королём Людовиком XIV в 1668 году. На нынешней церемонии присутствовали лейтенант-губернатор Квебека и одиннадцатый барон де Лонгёй Раймунд Грант.

## Список баронов де Лонгёй
- 1700—1729 Шарль II Ле Мойн
- 1729—1755 Шарль III Ле Мойн
- 1755—1755 Шарль-Жак Ле Мойн
- 1755—1841 Мария-Шарль Ле Мойн
- 1841—1848 Чарльз Уильям Грант
- 1848—1879 Чарльз Джеймс Ирвин Грант
- 1879—1898 Чарльз Колмор Грант
- 1898—1931 Реджинальд Чарльз Грант
- 1931—1938 Джон Чарльз Мур Грант
- 1938—1959 Рональд Чарльз Грант
- 1959—2004 Раймунд Грант
- 2004-настоящее время Майкл Грант